# Милан Ђурић (математичар)
Милан Ђурић (Жута Локва, општина Оточац, 7. јун 1937 — ?, 28. децембар 1978) био је српски математичар, професор доктор.

## Биографија
Основну школу је завршио у родном месту и у Новом Бечеју (Србија). Године 1956. године завршио је средњу техничку школу у Зрењанину.
На Машинском факултету у Београду дипломирао је 1960, а од 1961. ради као асистент на Машинском факултету на катедри за хидромеханику код К. Вороњеца. Магистрира 1963. на Природноматематичком факултету у Београду са радом “Једнопараметарске методе у теорији граничног слоја”. Од 1964. године ради као асистент у Математичком институту.
Докторира 1965. године на Природноматематичком факултету са дисертацијом “Метода за решавање нестационарних граничних слојева” . Био је најмлађи доктор науке на пољу механике у послератној Југославији у групи славних механичара: проф др Мане Шашић и проф др Вељко Вујичић. Њихови заједнички ментори су: академик проф др Никола Салтиков и академик проф др Константин Вороњец. 
Године 1966. постао је научни сарадник, а 1971. и виши научни сарадник Математичког института. Године 1973. године први пут је изабран за помоћника директора Математичког института. Три године касније постао је научни саветник, а 1978. виши научни саветник Математичког института.
Објавио је монографију “Основе математике”.
Један је од аутора “Збирка задатака из механике флуида”.
Од 1975. године предавач је ПМФ-у у Новом Саду, одељење у Зрењанину.

## Лично
Из брака са Мирјаном Стојановић-Марков има сина Срђана Ђурића, професора математике и рачунарства, дипломирао је 2000. године на Математичком факултету у Београду.